# Лебедєв Микола Георгійович
Микола Георгійович Лебедєв (1901, село Буда Жиздринського повіту Калузької губернії, тепер Думініцького району Калузької області, Російська Федерація — 1992, Москва) — радянський військовий політпрацівник, член Військової ради 25-ї армії Далекосхідного фронту і 1-го Далекосхідного фронту у 1941—1945. Заступник і керівник Радянської цивільної адміністрації Північної Кореї (у 1945—1948 роках). Один із засновників КНДР і Трудової партії Кореї.

## Життєпис
Народився у селянській родині. До 1916 року навчався у Будській земській школі. У 1916—1918 роках навчався у Козельській учительській семінарії.
Член РКП(б) з 1920 року.
З 1920 року — початок служби в Червоній армії. У 1924 році закінчив Вищу військово-педагогічну школу.
У вересні 1924 року призначений викладачем суспільствознавства Тверської кавалерійської школи Комінтерну імені Троцького. З грудня 1927 року — викладач суспільствознавства курсів удосконалення командного складу.
З квітня 1929 року — помічник начальника навчальної частини школи зенітної артилерії із партійно-політичної роботи. З березня 1934 року — помічник з політичної частини командира 45-го артилерійського полку.
З листопада 1936 року — начальник відділу пропаганди, агітації та друку політичного управління Київського військового округу. З лютого 1939 року — виконувач обов'язків начальника Військово-політичного училища Київського особливого військового округу (КОВО).
З серпня 1940 року — начальник політичного відділу 49-го стрілецького корпусу КОВО. Брав участь у вторгненні СРСР до Польщі та у війні з Фінляндією.
15 червня 1941 року призначений членом Військової ради 25-ї армії Далекосхідного фронту. У 1944 нагороджений орденом Червоної Зірки за хорошу бойову та політичну підготовку військових частин, перекинутих зі складу 25-ї армії на західний фронт.
У серпні 1945 року Лебедєв був одним з керівників військових операцій 25-ї армії Далекосхідного фронту у радянсько-японській війні. У 1945—1948 роках — заступник і керівник Радянської цивільної адміністрації Північної Кореї (заступник голови, з 1947 — глава адміністрації). Був одним із засновників Трудової партії Кореї.
З серпня 1949 по липень 1950 року — заступник командувача з політичної частини Донського військового округу.
Потім — у відставці у Москві.
Автор спогадів.

## Звання
- бригадний комісар (1940)
- генерал-майор (6.12.1942)

## Нагороди
- три ордени Леніна (у тому числі 1945)
- три ордени Червоного Прапора (у тому числі 3.11.1944, 1950)
- орден Вітчизняної війни 1-го ступеня (1985)
- орден Червоної Зірки (4.06.1944)
- медаль «XX років РСЧА» (1938)
- медалі СРСР
- Орден Державного прапора КНДР 1-ї і 2-го ступенів.
- нагороди Німецької Демократичної Республіки